# Yang Hao (futebolista)
Yang Hao (19 de agosto de 1983) é um futebolista profissional chinês que atua como meia.

## Carreira
Yang Hao representou a Seleção Chinesa de Futebol na Copa da Ásia de 2011.